# هوندا سي إكس سيريس
هوندا سي إكس سيريس(بالإنجليزية: Honda CX series)‏ هي دراجة نارية من تصنيع هوندا.